# Teresio Bercellino
Teresio Bercellino (Gattinara, 25 gennaio 1910 – Gattinara, 23 marzo 1979) è stato un calciatore e allenatore di calcio italiano, di ruolo attaccante.
Era il padre dei calciatori Giancarlo e 
Silvino.

## Carriera

### Giocatore
Crebbe nel Novara, squadra nella quale militò in Serie B per sette stagioni fino alla promozione ottenuta nel 1936, rimanendo anche nella successiva annata in Serie A e poi ancora nei due campionati seguenti (uno in Serie B, vinto, ed un altro nuovamente in Serie A).
Nel 1939 si trasferì all'Omegna, dove giocò in Serie C fino al 1942.
In seguito giocò per un anno nell'Aosta.
In carriera ha totalizzato 22 presenze in Serie A e 196 in Serie B.

### Allenatore
Appese le scarpe al chiodo, divenne allenatore, guidando il Borgosesia.

## Palmarès

### Giocatore

#### Competizioni nazionali
- Campionato italiano di Serie B: 1

Novara: 1937-38